# Carlo Alberto Ferdinando Maffei di Boglio
Il marchese Carlo Alberto Ferdinando Maffei di Boglio (Torino, 25 marzo 1834 – San Pietroburgo, 15 maggio 1897) è stato un diplomatico e politico italiano, deputato nella XIV legislatura del Regno d'Italia e due volte Segretario generale del Ministero degli Affari Esteri.

## Biografia
Entrò nella carriera diplomatica nel 1855, fu segretario di Camillo Benso conte di Cavour nel 1860, in occasione dell'entrata di Vittorio Emanuele II in Toscana e in Emilia. Divenne poi segretario di legazione a Londra, con Vittorio Emanuele Taparelli d'Azeglio, e ad Atene.
Fu due volte, con Benedetto Cairoli, Segretario generale degli Esteri (1878 e 1879-81) e prese le redini della politica estera italiana durante il congresso di Berlino e la crisi di Tunisi. Tra i due incarichi, fu eletto deputato alla Camera per il collegio di Torino e sedette ai banchi della Sinistra storica.
Negli ultimi anni fu plenipotenziario a Madrid (1887) e a Copenaghen (1887-90), ministro a Bruxelles (1890-95) e ambasciatore a Pietroburgo (1895-97), ove morì.